# Eomys
Eomys — викопний рід гризунів з пізнього олігоцену Франції, Німеччини, Іспанії та, можливо, Туреччини. Вид Eomys quercyi є найдавнішим відомим планерним гризуном.